# Coelinidea acontia
Coelinidea acontia är en stekelart som beskrevs av Riegel 1982. Coelinidea acontia ingår i släktet Coelinidea och familjen bracksteklar. Inga underarter finns listade i Catalogue of Life.